# Дерев'янко Іван Хомич
Іван Хомич Дерев'янко (нар. 28 січня 1922, с. Стецьківка, нині Сумського району — 13 листопада 1996, м. Суми) — український хірург, заслужений лікар УРСР (1975), Народний лікар СРСР (1984).

## Діяльність
З 1957 р. лікарська діяльність І. Дерев'янка пов'язана з Сумською обласною лікарнею. Дерев'янко — перший в Сумській області лікар-анестезіолог.
У 1970—1992 рр. він працював завідувачем хірургічного відділення, згодом — хірургом-консультантом, у 1995— 1996 рр. — в обласному госпіталі для інвалідів Великої Вітчизняної війни.
Багато років очолював Сумське обласне товариство лікарів-хірургів.

## Нагороди
- Орден Леніна,
- Орден Трудового Червоного Прапора,
- Орден Червоної Зірки,
- Орден Вітчизняної війни